# 格蘭特縣 (西維吉尼亞州)
格蘭特縣（英語：Grant County）是美国西維吉尼亞州東部的一個縣，西北鄰马里兰州，面積1,244平方公里，根據2020年美國人口普查，共有人口10,976人。縣治彼得斯堡（Petersburg）。該縣成立於1866年2月14日，縣名紀念南北戰爭北軍將領、後來成為第十八任美国总统的尤利西斯·格兰特。
該縣在南北戰爭結束後曾有更名為李縣以紀念南方軍將領羅伯特·李的倡議，但並未成功。